# Procapperia insomnis
Procapperia insomnis is een vlinder uit de familie vedermotten (Pterophoridae). De wetenschappelijke naam van deze soort is, als Capperia insomnis, voor het eerst geldig gepubliceerd in 1956 door Townsend. De combinatie in Procapperia werd door Kovtunovich, Ustjuzhanin & Murphy in 2014 gemaakt.
De soort komt voor in het Afrotropisch gebied.